# Manéglise
Manéglise is een gemeente in het Franse departement Seine-Maritime (regio Normandië). De gemeente telt 1173 inwoners (2004) en maakt deel uit van het arrondissement Le Havre.

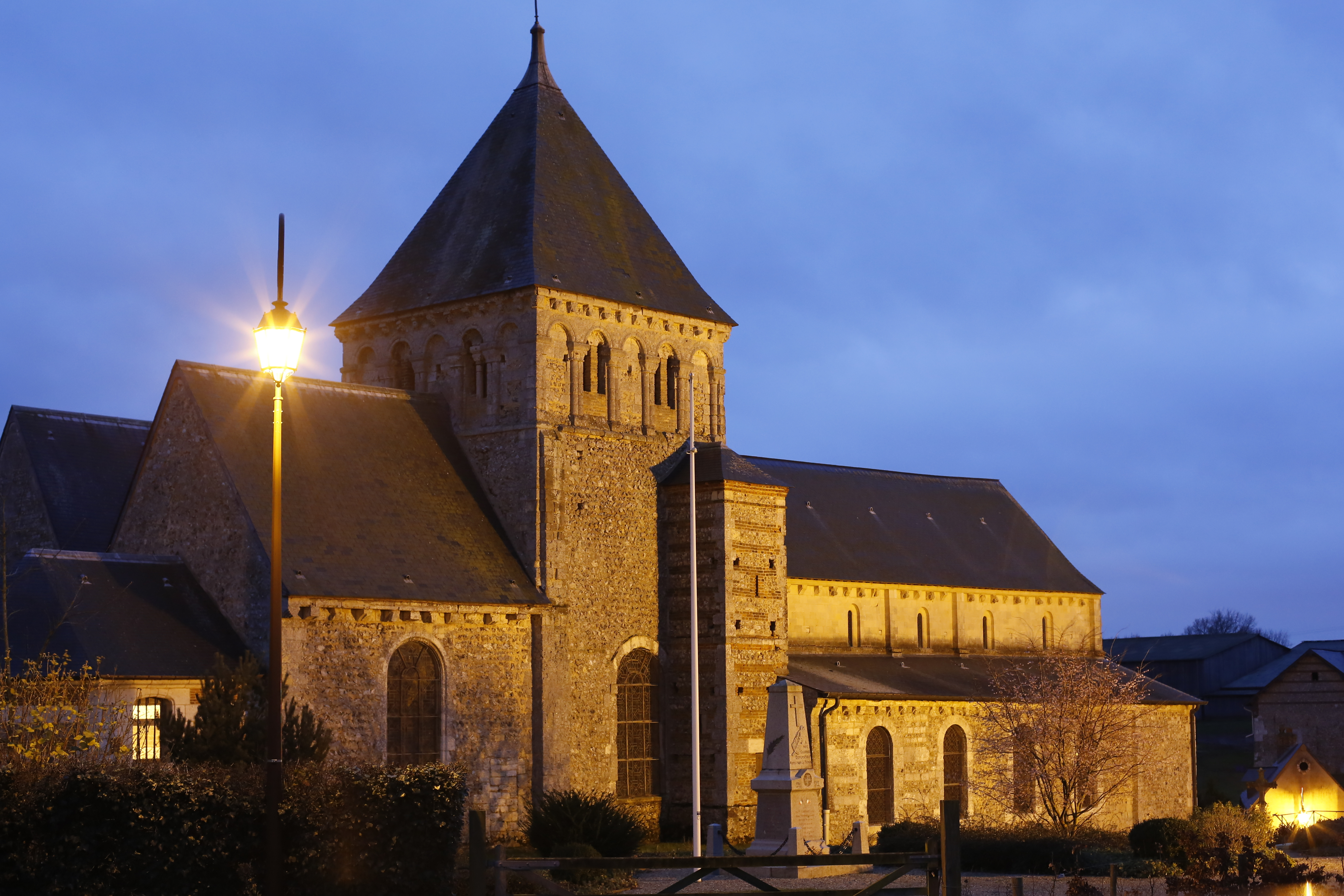
Église Saint-Germain

## Geografie
De oppervlakte van Manéglise bedraagt 8,3 km², de bevolkingsdichtheid is 141,3 inwoners per km².
De onderstaande kaart toont de ligging van Manéglise met de belangrijkste infrastructuur en aangrenzende gemeenten.

## Bezienswaardigheden
- De Église Saint-Germain

## Demografie
Onderstaande figuur toont het verloop van het inwonertal (bron: INSEE-tellingen).